# 解離 (心理學)
解離（英語：Dissociation）是指在記憶、自我意識或認知的功能上的崩解。起因通常是極大的壓力或創傷。包括相當廣泛的經驗，從與周圍環境的輕微情感分離，到與身體和情感體驗的更嚴重分離不等。所有解離現象的主要特徵都涉及「與現實的脫離」，而非精神病（psychosis）中「對現實的錯誤認知」。
根據《精神疾病診斷與統計手冊第五版》（DSM-5），此類現象可通過多種診斷工具被歸類為一組獨立的障礙，亦可作為其他障礙的症狀表現。其成因被認為與神經生物學機制、創傷經歷、焦慮及精神活性藥物有關。研究進一步指出，解離現象與個體的可暗示性（suggestibility）及催眠（hypnosis）存在關聯。

## 解離症的症狀
- 自我認同混亂（identify confusion）
- 自我認同改變（identify alteration）
- 失實症：失去現實感，覺得世界上一切都很不真實。
- 失自我感：自己看自己就像在看一個「他人」一樣，即我不再是我。
- 失憶（amnesia）：失去記憶。

## 病因

### 神經生物學機制
初步研究表明，誘發解離的事件（如氯胺酮等藥物或癲癇發作）會在人體後內側皮質（小鼠的壓後皮質）的第五層神經元中產生緩慢節律性活動（1–3 Hz）。這些慢波振盪阻斷了其他腦區與後內側皮質的互動，可能是解離體驗的神經機制基礎。

### 創傷
解離被描述為童年創傷（包括身體、心理和性虐待）受害者常見的症狀群之一，研究證實解離與創傷史存在相關性。且對「自述創傷史」表現出高特異性與低敏感性：即解離在經歷過創傷的人中更為常見，但許多人經歷過創傷卻未出現解離症狀。若成年人的解離症狀結合童年虐待史或與人際暴力相關的創傷後壓力症（PTSD），可能導致養育行為異常（例如讓幼兒接觸暴力媒體），進而加劇家庭暴力與創傷的惡性循環。
創傷性解離的具體表現包括：人格解體（對自我感到疏離）、情感麻木、脫離現實。理論認為解離在嚴重創傷中可能作為短期心理防禦機制，但長期而言會導致心理功能與適應能力下降。
創傷受害者常伴隨解離出現的其他症狀（稱「虐待後遺症」）包括：焦慮、PTSD、低自尊、軀體化症狀、抑鬱、慢性疼痛、人際功能障礙、物質濫用、自殘、自殺意念或行為。這些症狀可能使患者誤將「症狀本身」視為問題根源。
臨床研究顯示，童年虐待（尤其是幼年開始的長期虐待）與高解離症狀相關，包括對虐待記憶的遺忘。此外，童年受虐女性的解離程度顯著高於受虐男性。非臨床樣本中，成年女性的解離水平與15歲前遭受「年長者性虐待」的經歷相關，解離也與童年身體/性虐待史存在統計關聯。且性虐待嚴重程度越高，解離症狀越明顯。